# Poppitz
Poppitz ist eine schwarze Komödie von Regisseur Harald Sicheritz und Roland Düringer, gedreht im Jahr 2002 auf Gran Canaria. Der im Verleih des Filmladen befindliche Film kam im selben Jahr in Österreich in die Kinos, erschien jedoch erst mit zwei Jahren Verspätung im Oktober 2004 in Deutschland. Mit über 440.000 Zuschauern in Österreich wurde Poppitz zum erfolgreichsten österreichischen Film der 2000er Jahre. (Auch der erfolgreichste Film der 1990er, Hinterholz 8, stammte von Regisseur Sicheritz und Hauptdarsteller Düringer.)

## Handlung
Gerry Schartl ist ein sehr erfolgreicher Autoverkäufer, der auch das Talent hat, selbst die abscheulichsten Modelle an den Mann zu bringen. Nicht ganz uneigennützig schanzt er den einen oder anderen Verkauf dem Juniorchef Bertram zu. Direkt nach der Beerdigung des Seniorchefs, der während einer Besprechung einen Herzinfarkt erlitten hatte, fliegt Gerry mit seiner unzufriedenen Frau Lena und der Teenager-Tochter Patrizia auf die Ferieninsel Cosamera in den All-inclusive-Urlaub. Bereits am Abflughafen fallen Gerry einige Ungereimtheiten auf, die in der Vergangenheit in der Firma die Runde machten: Bei der letzten Besprechung mit dem Senior wurden Firmenkontakte nach Deutschland erwähnt, außerdem telefoniert der Juniorchef in letzter Zeit sehr häufig mit einem gewissen Herrn „Poppitz“. Da Bertram Gerry auf der Beerdigung aus Zeitgründen eine wichtige Nachricht nicht mitteilen konnte, wird dieser zunehmend unsicherer und vermutet eine feindliche Firmenübernahme, die seinen Arbeitsplatz gefährden könnte.
Nach der Ankunft in Cosamera fängt der Stress erst richtig an. Die Ferienanlage ist wie eine Festung nach außen abgeschottet, Gerrys Koffer ist verschwunden, in der Ferienanlage wimmelt es nur so von Kakerlaken und aufdringlichen Piefke, und das Hotelpersonal ist unfähig bis unflätig. Der Wahnsinn ist perfekt, als sich zu allem Überfluss auch noch herausstellt, dass ein gewisser „Poppitz“ unter den deutschen Urlaubsgästen auftaucht – die Anzeichen mehren sich, dass es sich bei diesem ausgerechnet um den arroganten Deutschen Ben handelt, mit dem Lena unverhohlen flirtet.
Von da an überlegt Gerry, wie er mit Ben umgehen soll. Rettet er ihn in seiner Phantasie vor einem Plastikhai im Swimmingpool oder sieht er einfach dabei zu, wie Ben durch Pfeile von einem betrunkenen und einem bekifften Urlauber erschossen wird? In einer weiteren Phantasie erzählt Gerry auch seiner Frau von Ben und Herrn Poppitz, und Lena gibt ihm den Auftrag, Ben unschädlich zu machen.
All dies führt zu keinem Ergebnis, und man sieht Gerry mit seiner Familie wieder in dem Flugzeug, das gerade nach Cosamera aufbricht. Es stellt sich heraus, dass alles, was in Cosamera passiert ist, nur mögliche Szenarien waren, die Gerry sich in seiner Phantasie ausgedacht hatte. Viele der Wesenszüge der Flugzeugpassagiere wurden dabei in seine Phantasiewelt übertragen. Da Gerry immer mit dem Schlimmsten gerechnet hat, blickt er nun leicht optimistisch dem Urlaub entgegen, jedoch lässt ihn der Name Poppitz nicht in Ruhe, und er stellt sich laut die Frage, wer das wohl ist.
Erst dadurch gibt sich ihm seine Frau als Poppitz zu erkennen. Sie und der Juniorchef Bertram hatten ein Verhältnis, und damit Gerry nichts davon erfährt, nannte Bertram Lena am Telefon immer Herr Poppitz. Da sich Lena aber zu ihrem Mann Gerry und der gemeinsamen Tochter bekennt, verzeiht er ihr, und die Familie fliegt gemeinsam in den verdienten Urlaub.

## Auszeichnungen
- Österreichischer Filmpreis 2003